# ارباب حلقه‌ها: عصر سوم (جی‌بی‌آ)
ارباب حلقه‌ها: عصر سوم (جی‌بی‌آ) (به انگلیسی: The Lord of the Rings: The Third Age (GBA)) یک بازی ویدئویی منتشر شده توسط شرکت ای‌ای گیمز است. این بازی در تاریخ ۲ نوامبر ۲۰۰۴ عرضه شده و سازنده آن گریپتونیت گیمز است.

## گیم‌پلی
در ابتدای شروع کمپین، بازیکن باید یکی از فرماندهان را از بین شخصیت‌های خوب (آراگورن، الروند یا گاندالف) یا شخصیت‌های شرور (سارومان، شاه جادوگر آنگمار یا دهان سائورون) انتخاب کند. این انتخاب باعث می‌شود داستان از دیدگاه آن ارتش خاص روایت شود. بازیکن می‌تواند همزمان دو بازی را ذخیره کند - یکی برای جناح خوب و دیگری برای جناح شرور.
در طول بازی، تعدادی قهرمان ثانویه نیز در دسترس هستند. در جناح خوب، این شخصیت‌ها شامل اعضای یاران حلقه و متحدانشان مانند گیملی، تئودن، ائومر، فارامیر و بورومیر می‌شوند. در جناح شرور، شخصیت‌های متنوعی از اورک‌ها و خدمتکاران تاریکی در فیلم‌ها و کتاب‌ها حضور دارند، از جمله گریمای زبان‌کرم، گورباگ، شارکو، اوگلوک، گریشناک، لورتز و گاثموگ.
با پیشرفت در مأموریت‌ها، بازیکن امتیاز تجربه کسب می‌کند که می‌تواند برای خرید مهارت‌ها و ارتقای تجهیزات قهرمانان اصلی و ثانویه استفاده شود. حالت ویژه‌ای به نام "حالت سائورون" وجود دارد که در آن قهرمانانی که در نبرد کشته می‌شوند تا پایان کمپین غیرقابل استفاده خواهند بود.
در میان شخصیت‌های خاص، ایسیلدور به عنوان قهرمانی غیرقابل انتخاب و غیرقابل ارتقا فقط در اولین مأموریت جناح خوب ظاهر می‌شود. در جناح شرور، شخصیت‌هایی مانند رهبران اورک‌ها، افسران اوروک-های و در برخی مأموریت‌های خاص، خود سائورون حضور دارند. واحدهای پرچم‌دار نیز گاهی برای هر دو جناح در دسترس هستند و امتیاز فرماندهی را افزایش می‌دهند.
ساختار کمپین شامل ۲۴ مرحله اصلی، ۲ مرحله آموزشی و ۶ مأموریت ویژه است. برای پیشرفت در داستان، بازیکن باید تمام مأموریت‌های هر بخش از سه‌گانه را کامل کند. برخی مراحل و قهرمانان اضافی نیز از طریق شرایط خاص در طول بازی قابل باز شدن هستند.
این بازی با امکان ذخیره‌سازی جداگانه برای هر جناح، حضور گسترده شخصیت‌های محبوب و سیستم پیشرفت شخصیت‌ها، تجربه عمیق و جذابی از دنیای سرزمین میانه ارائه می‌دهد. حالت سائورون نیز چالش مضاعفی برای بازیکنان ایجاد می‌کند.